# August von Mackensen
Pour les articles homonymes, voir von Mackensen.
August von Mackensen, né le 6 décembre 1849 à Haus Leipnitz en Saxe et mort le 8 novembre 1945 à Burghorn, est un maréchal allemand qui s'est illustré lors de la Première Guerre mondiale. Militaire de carrière, il joue un grand rôle dans les défaites russes de 1914 et début 1915, ce qui lui vaut d'être fait maréchal. Il commande ensuite in 1915 l'opération f contre la Serbie, qui est vaincue et envahie, et participe à l'opération contre la Roumanie à partir de 1916. En 1918, chargé du commandement dans les Balkans pour le compte des Empires centraux, il est défait et capturé par les Alliés quand les troupes franco-serbes reconquièrent la Serbie.

## Jeunesse
D'origine modeste, fils de paysans, Rudolf Auguste Christian Ludwig Mackensen (1817-1890) et de Marie Louise Rink (1824-1916), il bénéficie de l'armée prussienne comme « ascenseur social » comme de nombreux prussiens pauvres. Ses parents l'envoient en 1865 au Gymnasium de Halle faire des études. Avant la Guerre franco-allemande, il commence par étudier l'agronomie à l'Université Martin Luther à Halle an der Saale, entre autres Julius Kühn. Il s'engage au 2e régiment de hussards du Corps et participe à la guerre de 1870 pendant laquelle il est promu lieutenant et reçoit la Croix de fer. Il retourne ensuite à l'université de Halle, puis à son régiment en 1873.
Passant à l'état-major en 1891, à Berlin, il a comme mentor Alfred von Schlieffen. Son premier commandement est le 1er régiment de hussards du Corps du 17 juin 1893 au 27 janvier 1898, régiment dont il garde un attachement spécial (À la suite) avec un uniforme qu'il porte par la suite à de nombreuses occasions. Anobli le 27 janvier 1899, il porte le nom d'August von Mackensen. De 1901 à 1903, il est commandant de la brigade de hussards du Corps, puis passe à la 36e division de Dantzig jusqu'en 1908 ; lorsque Schlieffen prend sa retraite en 1906, il fait partie des personnes citées pour le remplacer. Il prend le commandement du 17e corps d'armée en 1908.

## Famille
En 1879 il épouse Dorothée von Horn (1854-1905), fille du haut président Karl von Horn, et ils ont cinq enfants :
- Else Mackensen (1881-1888),
- Hans Georg von Mackensen (de) (1883-1947), diplomate,
- Manfred von Mackensen (1886-1947)
- Eberhard von Mackensen (1889-1969), général,
- Ruth von Mackensen (1897-1945).

Après la mort de sa première épouse, il se remarie en 1908 avec Léonie von der Osten (1878-1963).

## Première Guerre mondiale

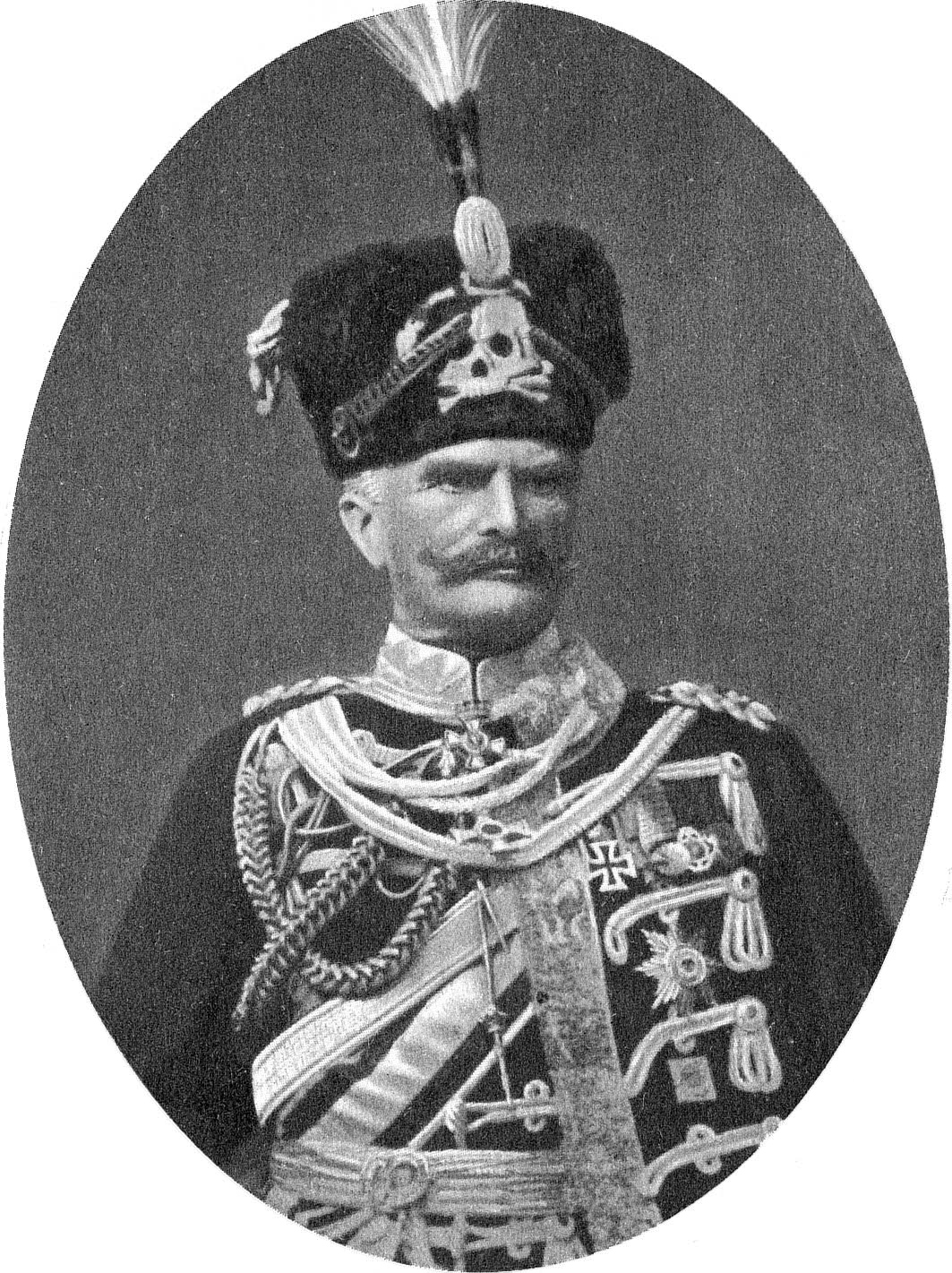
Mackensen en tenue de commandant du 1er régiment de hussards de la Garde.

Au début de la Première Guerre mondiale, il est en Prusse orientale, sur le front de l'Est, où il commande le 17e corps d'armée dépendant de la 8e armée, rapidement placé sous les ordres de Hindenburg à la suite des échecs initiaux de cette armée. Il contribue notamment aux victoires allemandes de Gumbinnen et de Tannenberg contre la Russie. Il est alors nommé au commandement de la 9e armée, le 2 novembre 1914, avant de recevoir la médaille Pour le Mérite pour les actions de Łódź et de la Vistule.
En avril 1915, il reçoit le commandement de la 11e armée allemande avec une autorité de facto sur la 4e armée austro-hongroise, l'ensemble constituant le groupe d'armées von Mackensen, qui opère conjointement en Galicie avec les reconquêtes de Przemyśl et de Lemberg, actions qui lui valent la médaille Pour le Mérite avec feuilles de chêne le 3 juin. Il est élevé à la dignité de maréchal le 22 juin et reçoit les ordres de chevalerie de l'aigle noir, de Marie-Thérèse, de Saint-Étienne et de Maximilien-Joseph de Bavière, les ordres militaires les plus élevés respectivement prusse, austro-hongrois Hongrie et bavarois; il reçoit aussi d'autres décorations de la part d'autres principautés de l'Empire allemand.
Lors de l'entrée de la Bulgarie dans la guerre aux côtés des Empires centraux, il est placé à la tête d'un deuxième « groupe d'armées von Mackensen » comprenant les 11e armée allemande, 3e armée austro-hongroise, 1re armée bulgare et des unités ottomanes. Il organise une nouvelle campagne en Serbie après les échecs des offensives précédentes. Il écrase la résistance serbe mais se trouve contré par les forces alliées de l’expédition de Salonique.

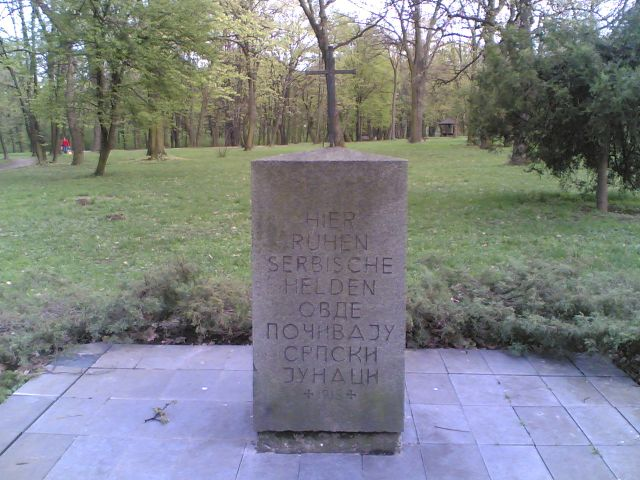
Monument érigé par les Allemands en l'honneur des défenseurs serbes de Belgrade.

En 1916, lors de l'entrée de la Roumanie dans la guerre dans le camp allié, il prend le commandement d'un troisième groupe d'armées von Mackensen, aussi composite que celle du front serbe, destiné à attaquer la Roumanie en Dobrogée, écrasant les Roumains à la bataille de Turtucaia et faisant reculer les forces roumano-russes du général Andreï Zaïontchkovski, pour s'emparer ainsi de toute la Dobrogée et de ses ports sur la mer Noire. Cette action d'éclat lui vaut l'une des cinq Grande Croix de la Croix de fer décernées pendant la Première Guerre mondiale. C'est sous le commandement de Falkenhayn que tombe Bucarest, mais Mackensen est nommé gouverneur de ces territoires occupés, riches en pétrole.
Toutefois, la bataille de Mărășești (le « Verdun roumain ») marque en 1917 l'arrêt de l'avance des puissances centrales sur le front de l'Est, et les armées austro-allemandes échouent à conquérir la Moldavie. En octobre 1918, les Franco-Roumains, commandés par Berthelot, et les Franco-Serbes, commandés par Franchet d'Espèrey, reprennent l'offensive. En se retirant vers l'Allemange, le 9 décembre Mackensen a été interné par le gouvernement hongrois dans le château de Fót, prés de Budapest, d'où le régiment de marche de spahis marocains du colonel Edmond Guespereau (armée française d'Orient) le transporte á Futak.

## Seconde Guerre mondiale et fin de vie
Mackensen, ayant 89 ans au déclenchement de la Seconde Guerre mondiale, n'y participe pas.
En 1941. il est présent, en grand uniforme allemand de l'époque de la Première Guerre mondiale, aux funérailles aux Pays-Bas (alors occupée par l'armée allemande) de l'ancien empereur d'Allemagne, Guillaume II, qui y était en exil.
Mackensen meurt peu après la fin du conflit, à l'âge de 95 ans, ayant connu durant sa longue vie le royaume de Prusse, Bismarck, l'Empire allemand, la Première Guerre mondiale, la République de Weimar, l'Allemagne nazie, la Seconde Guerre mondiale et la défaite et l'occupation de son pays par les Alliés.